# Maszewo Lęborskie
Maszewo Lęborskie est une localité polonaise de la gmina rurale de Cewice située dans le powiat de Lębork en voïvodie de Poméranie. Elle se trouve à environ 13 km au sud de Lębork et 59 km à l'ouest de la capitale régionale Gdańsk.

## Géographie

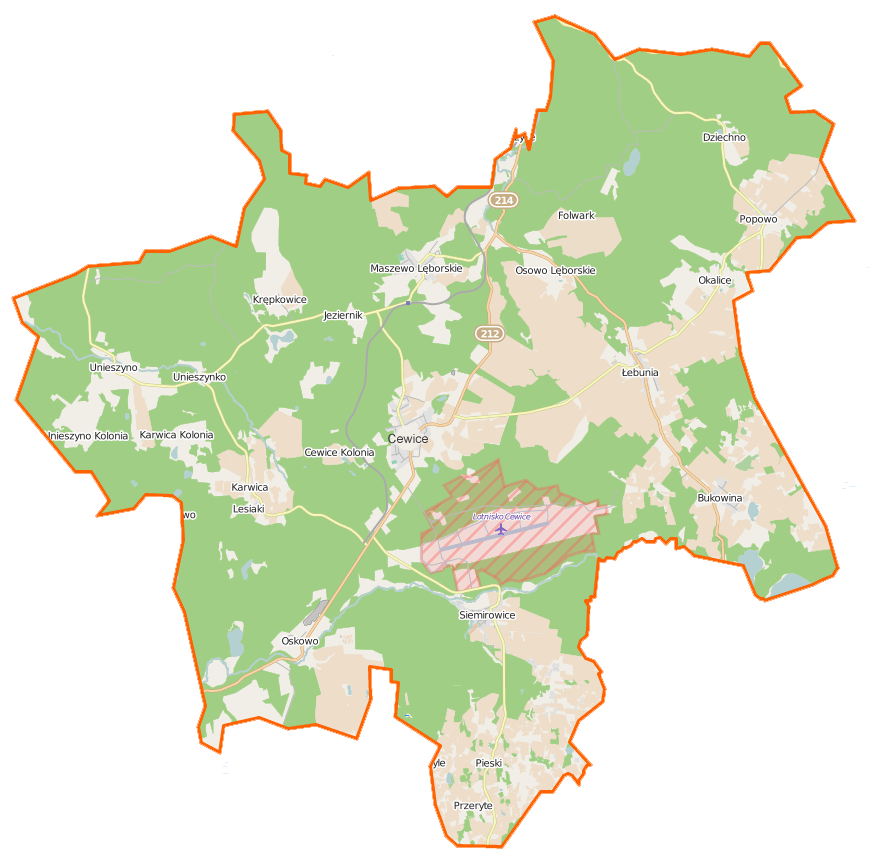
Carte de la gmina de Cewice.

## Histoire
De 1772 à 1945, Groß Massow fait partie de l'arrondissement de Lauenbourg-Bütow puis à partir de 1846, de l'arrondissement de Lauenbourg-en-Poméranie dans le district de Köslin dans la province de Poméranie.